# 圣纳泽尔代加尔迪
圣纳泽尔代加尔迪（法語：Saint-Nazaire-des-Gardies）是法国加尔省的一个市镇，位于该省中西部，属于勒维冈区。该市镇总面积11.29平方公里，2009年时的人口为77人。

## 人口
圣纳泽尔代加尔迪人口变化图示